# Prenolepis naoroji
Prenolepis naoroji is een mierensoort uit de onderfamilie van de schubmieren (Formicinae). De wetenschappelijke naam van de soort is voor het eerst geldig gepubliceerd in 1902 door Auguste Forel.